# Kirche der Geburt der Allerheiligsten Jungfrau Maria (Žeimiai)

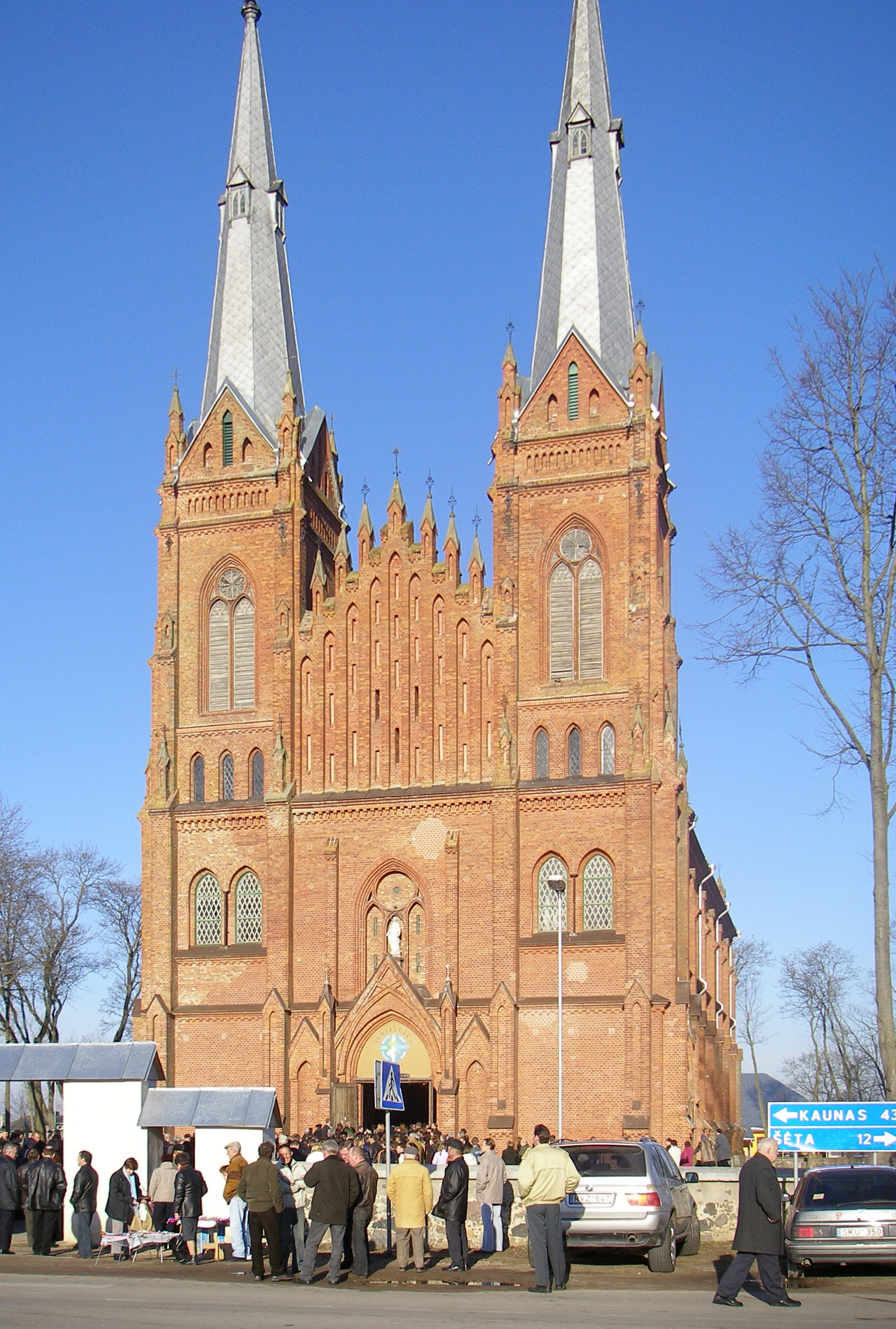
Kirche Žeimiai

Die Kirche der Geburt der Allerheiligsten Jungfrau Maria (litauisch Žeimių Švč. Mergelės Marijos Gimimo bažnyčia) ist eine römisch-katholische Kirche im Städtchen Žeimiai in der Rajongemeinde Jonava. Sie wurde 1906 gebaut und liegt an der Landstraße von Jonava nach Šėta.

## Geschichte

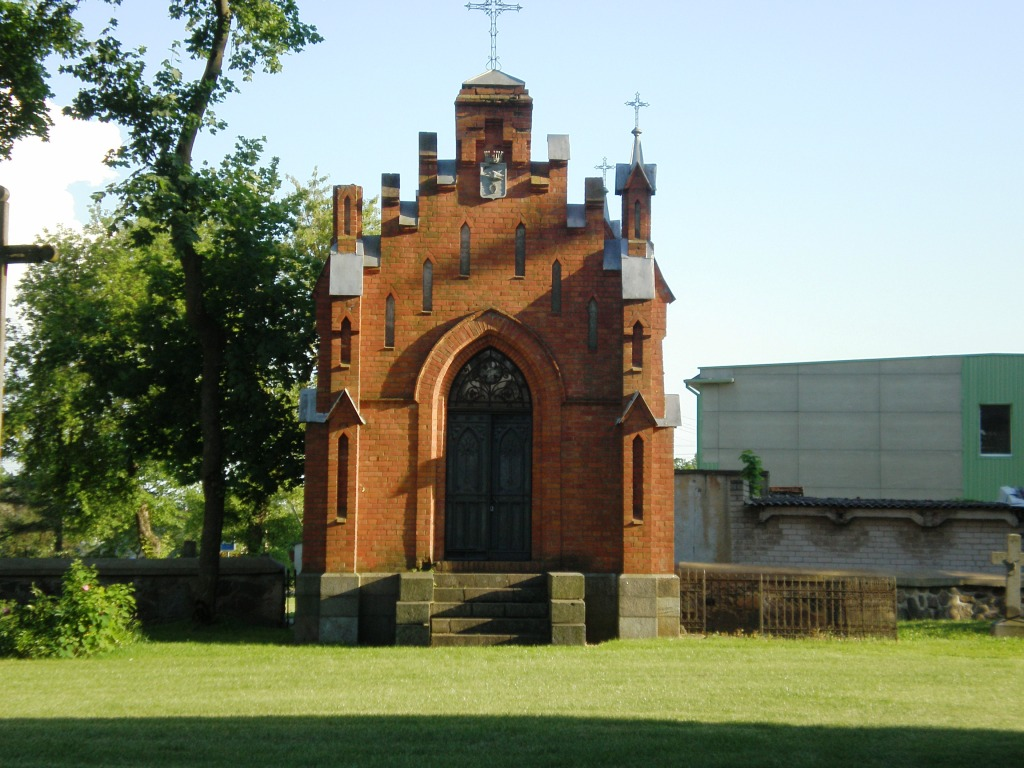
Kapelle

Bis 1522 baute A. Zaviša eine Kirche. Von 1565 bis 1631 gehörte sie zur Evangelisch-reformierten Kirche. 1720 baute man eine neue Kirche. Ab 1777 gab es eine Gemeindeschule. Ende des 18. Jahrhunderts gab es Predigten auf Litauisch und Polnisch und ab 1851 nur auf Polnisch, manchmal auch Litauisch. 1842 wurde die Holzkirche umgebaut. 1893 geriet die Kirche in Brand.
Ingenieur Vaclovas Michnevičius projektierte die heutige neugotische Hallenkirche aus Backstein.

## Kapellen
Neben der Kirche gibt es drei kleine Kapellen. In zweien davon wurden die Grafen Kossakowski begraben. Die dritte im neogotischen Stil ist leer.